# Тельфер

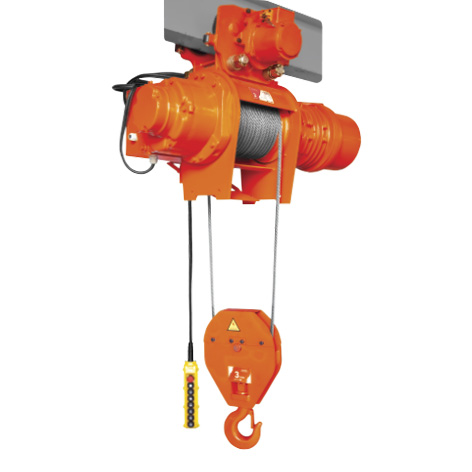
тельфер (электрическая таль)

Тельфер (англ. telpher, от др.-греч. τῆλε «далеко» + φέρω «несу») — подвесное грузоподъёмное устройство (таль) с электрическим приводом, обеспечивает значительную скорость как подъёма груза по вертикали, так и перемещения его по складу вдоль балок (двутавров).
Название «тельфер» широко распространено на производстве, хотя стандартом не рекомендуется.

## Маркировка тельферов
Согласно ГОСТ 12971, к тельферу любого вида должна быть прикреплена табличка, которая содержит сведения о следующих параметрах:
- порядковый номер по системе нумерации предприятия-изготовителя;
- рабочее напряжение;
- условное обозначение;
- наименование или товарный знак предприятия-изготовителя;
- месяц и год выпуска;
- номинальную грузоподъёмность;
- группу классификации (режима) работы;
- диапазон подъёма.

## Классификация тельферов
Тельферы можно классифицировать по нескольким параметрам:

### По типуполиспаста
- 1/1
- 2/1
- 2/2
- 4/1
- и другие.

### По типу перемещения
- стационарные
- передвижные

### По типу поднимающего механизма
- канатные
- цепные

### По высоте подъёма
- нормальные
- пониженные

### По числу скоростей
- односкоростные
- двухскоростные

### По варианту исполнения
- пожаробезопасные
- взрывобезопасные
- тропические
- морские
- для агрессивных химических сред

В соответствии с ГОСТ 15150, выделяют следующие виды климатические исполнения электроталей:
- У2 и У3 имеют ограничение по эксплуатации до минус 40 °С;
- ТУ2 и ТУ3 работают при температуре не ниже минус 20 °С.

## Стационарные тельферы
Тельферы стационарные используются при проведении грузоподъёмных операций, когда груз крепится на крюк и находится в вертикальном положении.

Электротельферы (электротали) стационарные могут управляться как с обычного подвесного пульта, так и с радиоуправляемого пульта. Стационарный электротельфер применяется как в закрытых помещениях при температурном режиме −20…+40 °С при штатной комплектации, так и в условиях работы на улице или под навесом с температурой −40…+40 °С.

Электрический стационарный тельфер оснащён специальной теплозащитой, необходимой для нормальной работы электродвигателя. В отличие от конструкции канатного тельфера электрический стационарный цепной тельфер имеет небольшие размеры и относительно небольшой вес.

## Применение тельферов
Тельферы значительно увеличивают производительность работ, где постоянно требуется многократное поднятие и перемещение грузов. Чаще всего применяются в производственных помещениях, на складах, могут применяться для поднятия и перемещения грузов на открытом воздухе.
Недопустимо применение тельфера:
- для перевозки людей;
- для транспортировки раскалённого и жидкого металла, жидкого шлака, ядов, кислот, щелочей и других опасных грузов;
- в атмосфере, содержащей взрывоопасные или легковоспламеняющиеся пары, газы, пыль;
- на складах взрывчатых и легковоспламеняющихся веществ, даже если эти вещества по своим свойствам не насыщают атмосферу взрывоопасной пылью и газами;
- во взрыво- и пожароопасных местах.